# Przycisk (łącznik elektryczny)
Przycisk – ręczny łącznik elektryczny niskiego napięcia.
Przycisk jest łącznikiem o niewielkich prądach znamionowych stosowany w obwodach sterowania i sygnalizacji. Przycisk powraca do swojej pozycji (lub po odblokowaniu) po usunięciu siły zewnętrznej, która najczęściej chwilowo ma załączyć lub rozłączyć dany obwód. Przycisk może posiadać zestawy styków zwiernych, rozwiernych lub zespolone kombinacje obu zestawów.